# Communauté de communes Grand Orb
La communauté de communes Grand Orb, communauté de communes en Languedoc est une communauté de communes française, située dans le département de l'Hérault dans la région Occitanie.
Le siège social est situé 6ter, rue René Cassin à Bédarieux.

## Historique
La communauté de communes Grand Orb a été créée le 1er janvier 2014 par la fusion de la communauté de communes des Monts d'Orb, de la communauté de communes d'Avène, Orb et Gravezon, de la communauté de communes Pays de Lamalou-les-Bains, de la communauté de communes Combes et Taussac et de l'intégration des communes isolées de Bédarieux, de Carlencas-et-Levas, de Pézènes-les-Mines et du Poujol-sur-Orb.
Le 9 février 2015, la communauté de communes Avène, Bédarieux, Lamalou, Taussac, Le Bousquet d’Orb adopte le nom définitif de « Grand Orb, communauté de communes en Languedoc ».
Le 1er janvier 2025, les communes de Lunas et de Dio-et-Valquières fusionnent pour constituer la commune nouvelle de Lunas-les-Châteaux.

## Territoire communautaire

### Composition
La communauté de communes est composée des 23 communes suivantes :

| Nom                      | Code Insee | Gentilé        | Superficie (km2) | Population (dernière pop. légale) | Densité (hab./km2) |
| ------------------------ | ---------- | -------------- | ---------------- | --------------------------------- | ------------------ |
| Bédarieux (siège)        | 34028      | Bédariciens    | 27,82            | 5 820 (2022)                      | 209                |
| Les Aires                | 34008      | Airois         | 20,54            | 613 (2022)                        | 30                 |
| Avène                    | 34019      | Avénois        | 62,65            | 294 (2022)                        | 4,7                |
| Le Bousquet-d'Orb        | 34038      | Bousquetains   | 11,83            | 1 594 (2022)                      | 135                |
| Brenas                   | 34040      | Brenais        | 10,59            | 57 (2022)                         | 5,4                |
| Camplong                 | 34049      | Camplonnais    | 13,25            | 217 (2022)                        | 16                 |
| Carlencas-et-Levas       | 34053      | Carlencassols  | 10,78            | 115 (2022)                        | 11                 |
| Ceilhes-et-Rocozels      | 34071      | Ceizelois      | 27,82            | 247 (2022)                        | 8,9                |
| Combes                   | 34083      | Combois        | 10,97            | 321 (2022)                        | 29                 |
| Graissessac              | 34117      | Graissessacois | 10,03            | 569 (2022)                        | 57                 |
| Hérépian                 | 34119      | Hérépiannais   | 8,77             | 1 559 (2022)                      | 178                |
| Joncels                  | 34121      | Joncelois      | 46,24            | 261 (2022)                        | 5,6                |
| Lamalou-les-Bains        | 34126      | Lamalousiens   | 6,18             | 2 421 (2022)                      | 392                |
| Lunas-les-Châteaux       | 34144      |                | 63,66            | 822 (2022)                        | 13                 |
| Pézènes-les-Mines        | 34200      | Pézénois       | 26,87            | 236 (2022)                        | 8,8                |
| Le Poujol-sur-Orb        | 34211      | Poujolais      | 4,58             | 944 (2022)                        | 206                |
| Le Pradal                | 34216      | Pradalois      | 3,8              | 325 (2022)                        | 86                 |
| Saint-Étienne-Estréchoux | 34252      |                | 3,58             | 257 (2022)                        | 72                 |
| Saint-Geniès-de-Varensal | 34257      |                | 12,55            | 216 (2022)                        | 17                 |
| Saint-Gervais-sur-Mare   | 34260      |                | 24,29            | 839 (2022)                        | 35                 |
| Taussac-la-Billière      | 34308      | Taussacois     | 14,62            | 462 (2022)                        | 32                 |
| La Tour-sur-Orb          | 34312      | Tourorbois     | 30,65            | 1 346 (2022)                      | 44                 |
| Villemagne-l'Argentière  | 34335      | Villemagnois   | 8,06             | 420 (2022)                        | 52                 |

### Démographie
| 1968   | 1975   | 1982   | 1990   | 1999   | 2010   | 2015   | 2021   |
| ------ | ------ | ------ | ------ | ------ | ------ | ------ | ------ |
| 20 839 | 19 193 | 19 016 | 18 728 | 18 586 | 20 669 | 20 504 | 19 925 |

## Administration

### Siège
Le siège de la communauté de communes est situé à Bédarieux.

### Les élus
Le conseil communautaire de la communauté de communes se compose de 48 conseillers, élus pour une durée de six ans.
Ils sont répartis comme suit :
| Nombre de conseillers | Communes                                                   |
| --------------------- | ---------------------------------------------------------- |
| 13                    | Bédarieux                                                  |
| 6                     | Lamalou-les-Bains                                          |
| 3                     | Le Bousquet-d'Orb, Hérépian                                |
| 2                     | Le Poujol-sur-Orb, Saint-Gervais-sur-Mare, La Tour-sur-Orb |
| 1 (+1 suppléant)      | les 17 autres communes                                     |

### Présidence
À la suite des élections municipales et communautaires de 2020, le conseil communautaire a élu le 11 juillet 2020 son président, Pierre Mathieu, 1er adjoint de Bédarieux, ainsi que dix vice-présidents et trois conseillers délégués qui forment avec lui le nouveau bureau communautaire.
| Période                                  | Période      | Identité         | Étiquette | Qualité                          |
| ---------------------------------------- | ------------ | ---------------- | --------- | -------------------------------- |
| Les données manquantes sont à compléter. |              |                  |           |                                  |
| janvier 2014                             | juillet 2020 | Antoine Martinez | PS        | Maire de Bédarieux (1983 → 2020) |
| juillet 2020                             | En cours     | Pierre Mathieu   |           | 1er adjoint de Bédarieux         |

### Compétences

#### Compétences obligatoires
1. Aménagement de l’espace
  - Aménagement de l’espace pour la conduite d’actions d’intérêt communautaire ;
  - Schéma de cohérence territoriale et schéma de secteur ;
  - Plan local d’urbanisme, document d’urbanisme en tenant lieu et carte communale ;
2. Développement économique
  - Actions de développement économique dans les conditions prévues à l’article L. 4251-17 du CGCT ;
  - Création, aménagement, entretien et gestion de zones d’activité industrielle ; commerciale, tertiaire, artisanale, touristique, portuaire ou aéroportuaire ;
  - Politique locale du commerce et soutien aux activités commerciales d’intérêt communautaire ;
  - Promotion du tourisme, dont la création d’offices de tourisme ;
3. Gestion des milieux aquatiques et prévention des inondations, dans les conditions prévues à l’article L211-7 du code de l’environnement :
  - L’aménagement d’un bassin ou d’une fraction de bassin hydrographique ;
  - L’entretien et l’aménagement d’un cours d’eau, canal, lac ou plan d’eau, y compris les accès à ce cours d’eau, à ce canal, à ce lac ou à ce plan d’eau ;
  - La défense contre les inondations et contre la mer ;
  - La protection et la restauration des sites, des écosystèmes aquatiques et des zones humides ainsi que des formations boisées riveraines ;
4. Création, aménagement, entretien et gestion des aires d’accueil des gens du voyage et des terrains familiaux locatifs définis aux 1° à 3° du II de l’article 1er de la loi no 2000-614 du 5 juillet 2000 relative à l’accueil et à l’habitat des gens du voyage ;
5. Collecte et traitement des déchets des ménages et déchets assimilés

#### Compétences optionnelles
Compétences optionnelles, pour la conduite d’actions d’intérêt communautaire
1. Protection et mise en valeur de l’environnement, le cas échéant dans le cadre de schémas départementaux et soutien aux actions de maîtrise de la demande d’énergie ;
2. Politique du logement et du cadre de vie ;	
  - 2 bis. Politique de la ville : élaboration du diagnostic du territoire et définition des orientations du contrat de ville ; animation et coordination des dispositifs contractuels de développement urbain, de développement local et d’insertion économique et sociale ainsi que des dispositifs locaux de prévention de délinquance ; programmes d’actions définis dans le contrat de ville ;
3. Création, aménagement et entretien de la voirie ;

Lorsque la communauté de communes exerce la compétence « création, aménagement et entretien de la voirie communautaire » et que son territoire est couvert par un plan de déplacements urbains, la circulation d’un service de transport collectif en site propre entraîne l’intérêt communautaire des voies publiques supportant cette circulation et des trottoirs adjacents à ces voies. Toutefois, le conseil de la communauté de communes statuant dans les conditions prévues au IV de l’articleL5214-16 du CGCT peut, sur certaines portions de trottoirs adjacents, décider de limiter l’intérêt communautaire aux seuls équipements affectés au service de transports collectifs ;
1. Construction, entretien et fonctionnement d’équipements culturels et sportifs d’intérêt communautaire et d’équipements de l’enseignement pré-élémentaire et élémentaire d’intérêt communautaire ;
2. Action sociale d’intérêt communautaire ;	
  - Lorsque la communauté des communes exerce cette compétence, elle peut en confier la responsabilité, pour tout ou partie, à un centre intercommunal d’action sociale constitué dans les conditions fixées à l’article L.123-4-1 du code de l’action sociale et des familles ;
3. Création et gestion de maisons de services au public et définition des obligations de service public y afférentes en application de l’article 27-2 de la loi no 2000-321 du 12 avril 2000 relative aux droits des citoyens dans leurs relations avec les administrations.

#### Compétences facultatives
- Gestion d’un service d’assainissement non collectif SPANC.

#### Compétences supplémentaires
1. Culture et politique associative :	
  - En complément des programmations et démarches culturelles portées par les communes membres, il est d’intérêt communautaire que Grand Orb :

  1. programme une saison culturelle « Grand Orb » ;
  2. organise tout évènement à caractère culturel d’intérêt communautaire, dont : Expositions, résidences d’artistes dont la thématique est en lien avec les compétences intercommunales ;
2. Mise en œuvre de l’opération Grand site Salagou – Cirque de Mourèze ;
3. Soutien, aide au maintien et promotion des activités liées à l’agriculture en relation notamment avec leurs instances représentatives ;
  - Afin de permettre des installations futures d’agriculteurs, Grand Orb mènera un travail de veille foncière et identifiera des terrains disponibles.
4. Gestion des équipements touristiques : Domaine de la Pièce ;
5. Patrimoine.

### Régime fiscal et budget
Le régime fiscal de la communauté de communes est la fiscalité professionnelle unique (FPU).